# Silvalen
Silvalen är en kyrkby som utgör centralort och enda tätort i Herøy kommun i Nordland fylke i norra Norge. Orten ligger där fylkesväg 828 korsar Herøysundet mellan öarna Sør-Herøy och Nord-Herøy. Här finns Herøy kyrka.